# Brian Lynch (basketballer)
Brian Lynch (Great Falls, 12 juni 1978) is een Amerikaans voormalig basketbalspeler en huidig basketbalcoach.

## Biografie
Lynch, een 198 cm grote offensieve speler, begon zijn carrière in de ploeg van het Villanova College. Reeds van jongs af aan was hij een goede werper. Zijn grote sterkte was zijn verre worp op doel. Met een Italiaans paspoort kwam hij in 2000 naar Europa. Vanaf 2004 speelde Lynch bij Euphony Basket Bree. Met deze ploeg werd Lynch Belgisch landskampioen en winnaar van de Belgische Supercup in 2005. In maart 2008 verkreeg Lynch de Belgische nationaliteit. Vanaf het seizoen 2008/09 speelde hij voor de Antwerp Giants. Hij besloot te stoppen met basketballen omdat zijn vrouw Kim Clijsters een comeback in het tennis maakte. Lynch werd aangesteld als nieuwe hoofdcoach van Cuva Houthalen (Derde nationale) voor het seizoen 2011-2012. Van 2014 tot 2017 was hij trainer bij Limburg United, van 2017 tot 2018 bij Spirou Charleroi en van 2019 tot 2020 opnieuw bij Limburg United.
In 2021 ging hij als coach aan de slag bij St.-Rose High School waar hij zelf nog naar school ging.

## Privéleven
Lynch trouwde in 2007 met Kim Clijsters. Samen kregen ze in 2008 een dochter, in 2013 een zoon en in 2016 nog een zoon. Zijn dochter Jada wordt als een groot basketbaltalent gezien.

## Muziek
In 2009 bracht hij de single Beneath the Surface samen met Timothy Black en Kevin Reed.

## Ploegen
- Wildcats / Villanova College ( USA) 1996-2000
- Spojnia Stargard ( POL) 2000-2001
- Bnei Herzeliya ( ISR) 2001-2002
- Aveiro Basket ( POR) 2002
- Panionios Athens ( GRE) 2002-2003
- Giessen 46ers ( GER) 2003
- Reggio Calabria ( ITA) 2003
- Racing Basket Paris ( FRA) 2003-2004
- Giessen 46ers ( GER) 2004
- Euphony Basket Bree ( BEL) 2004-2008
- Antwerp Giants ( BEL) 2008-2009

## Coach
- Cuva Houthalen ( BEL) 2011-2013
- Antwerp Giants ( BEL) 2013-2014
- Hubo Limburg United ( BEL) 2014-2017
- Spirou Charleroi ( BEL) 2017-2018
- Hubo Limburg United ( BEL) 2019-2020